# رومگاز
رومگاز (انگلیسی: Romgaz) شرکت گاز رومانیایی است، که در سال ۱۹۰۹ تأسیس شد.